# Iphra tillomorphoides
Iphra tillomorphoides là một loài bọ cánh cứng trong họ Cerambycidae.